# حملة دونالد ترامب الرئاسية 2024
أعلن دونالد ترمب، الرئيس الخامس والأربعون للولايات المتحدة، الذي شغل المنصب خلال الفترة الممتدة من عام 2017 حتى عام 2021، حملته للترشح لولاية رئاسية ثانية غير متتالية في الانتخابات الرئاسية الأمريكية لعام 2024 في يوم 15 نوفمبر عام 2022. نال ترشيحه بصفة رسمية في المؤتمر الوطني الجمهوري في مدينة ميلووكي بتاريخ 15 يوليو عام 2024، وقبِل ترشيحه لرئاسة الولايات المتحدة عن الحزب الجمهوري خلال اليوم الأخير من المؤتمر في يوم 18 يوليو عام 2024، وهناك أُعلن جيه دي فانس، العضو الشاب في مجلس الشيوخ الأمريكي عن ولاية أوهايو، مرشحًا لمنصب نائب الرئيس وشريكه في الحملة الانتخابية. في حال انتخابه رئيسًا، سيصبح ترمب الرئيس الأكبر سنًا في التاريخ الأمريكي، وثاني رئيس يخدم لولاية ثانية غير متتالية من بعد غروفر كليفلاند.
خاض ترمب حملته الانتخابية داعيًا إلى تعزيز سطوة السلطة التنفيذية على حساب الحكومة الفيدرالية بصورة كبيرة. وسيتحقق ذلك من خلال فرض نظام الغنائم الجاكسوني، وتوجيه وزارة العدل لملاحقة الخصوم السياسيين المحليين. شملت المسائل الأخرى التي تناولتها الحملة: تطبيق سياسات معادية للمهاجرين وعمليات ترحيل ضخمة، واتباع سياسة خارجية انعزالية على مبدأ «أمريكا أولًا»، وإلغاء واستبدال قانون الرعاية الصحية، واتباع برنامج سياسي مؤيد لإنكار تغير المناخ ومعادي للطاقة النظيفة، وحل وزارة التعليم، وتنفيذ سياسات معادية لمجتمع الميم، واتباع أجندة تجارية وصفت بالمركنتيلية الجديدة.
اتجه ترمب نحو خطاب عنيف واستبدادي طيلة فترة حملته الانتخابية بدايةً من يوم المحاربين القدامى في شهر نوفمبر من عام 2023. إذ لجأ إلى استعمال خطاب عنيف ومجرد من الإنسانية ضد خصومه السياسيين على نحو متزايد. ولوحظ اتجاه حملته الانتخابية لسنة 2024 نحو خطاب أهلاني، مناوئ للمتحولين جنسيًا. كذلك لوحظت الحملة لعلاقاتها الوثيقة مع مؤسسة التراث، المسؤولة عن وضع مشروع 2025، وهو دليل إرشادي انتُقد بوصفه محاولةً تهدف لجعل ترمب دكتاتورًا ويمهد الطريق نحو جعل الولايات المتحدة دولة أوتوقراطية، إذ تعرض للانتقاد من قبل العديد من الخبراء القانونيين لانتهاكه القوانين الدستورية الحالية، والتي من شأنها تقويض حكم القانون وفصل السلطات. ومع ذلك، أنكر ترمب ارتباطه بمشروع 2025 خلال مناسبات عدة، ووصف تلك المقترحات السياسية بـ«بالغة السخف» و«المتطرفة بحق».
تتوالى فصول الحملة الانتخابية في ظل مواجهة ترمب للتبعات القانونية المترتبة على لوائح الاتهام الجنائية الأربع المرفوعة بحقه في عام 2023، فضلًا عن التحقيق المدني الذي استهدف منظمة ترمب في نيويورك. واظبت الحملة في الترويج للادعاءات الباطلة حول سرقة الانتخابات السابقة لسنة 2020، والتي جاءت في أعقاب محاولات ترمب غير المسبوقة لقلب نتائج الانتخابات الرئاسية الأمريكية لعام 2020، والتي تكللت في الهجوم على كابيتول الولايات المتحدة في يوم السادس من يناير، والتي وصفت على نطاق واسع باعتبارها محاولة انقلاب أو انقلاب ذاتي. جاهر ترمب بمناصرته لهجوم السادس من يناير، ووعد بالعفو عن المتهمين المتورطين في الهجوم.
في 30 مايو عام 2024، أدين ترمب بكافة التهم الجنائية البالغ عددها 34 تهمة لارتكابه الاحتيال التجاري المرتبط بالرشوة التي أعطاها لنجمة الأفلام الإباحية ستورمي دانيالز مقابل تكتمها، في محاولة منه للتأثير على الانتخابات الرئاسية لعام 2016. وهو أول رئيس أمريكي سابق يدان بارتكابه لجريمة في التاريخ الأمريكي. عقب فوزه الساحق في الانتخابات التمهيدية الرئاسية الخاصة بالحزب الجمهوري في ولاية آيوا لعام 2024، وصف ترمب بالمرشح المفترض لمنصب الرئاسة عن الحزب الجمهوري، بالتوازي مع عملية توطيد للدعم التي لاقاها. نجا ترمب من عملية إطلاق النار التي نفذها طوماس ماثيو كروكس بتاريخ 13 يوليو عام 2024، والتي أدت إلى إصابة الجزء العلوي من أذنه اليمنى خلال محاولة الاغتيال، التي وقعت في تجمع انتخابي رئاسي لعام 2024 بالقرب من بلدة بتلر بولاية بنسيلفانيا.

## البرنامج السياسي

### السياسة الخارجية
كررت حملة ترمب لسنة 2024 التأكيد على سياستها الخارجية الانعزالية القائمة على مبدأ «أمريكا أولًا». وصرح ترمب أنه، وقبل تنصيبه، سيكون قد أنهى الحرب الروسية الأوكرانية في غضون 24 ساعة، وسيوقف «التدفق اللامتناهي للكنوز الأمريكية إلى أوكرانيا»، طالبًا من الأوروبيين تعويض الولايات المتحدة عن تكلفة إعادة بناء مخزوناتها. سبق أن أبدى ترمب استعداده الاعتراف بضم روسيا غير القانوني لشبه جزيرة القرم، واقترح أنه كان بإمكانه منع اندلاع الحرب في حال تنازل عن أجزاء من شرق أوكرانيا لروسيا. وصف ترمب الرئيس الأوكراني فولوديمير زيلينسكي في شهر يونيو من عام 2024 بـ«أعظم بائع بين جميع الساسة الذين عاشوا على الإطلاق ... فيخرج ومعه مبلغ 60 مليار دولار في كل مرة يأتي فيها إلى بلدنا ... والأمر لا ينتهي أبدًا ... سأسوي هذه المسألة قبل تسلمي البيت الأبيض كرئيس منتخب».
وعد ترمب بـ«إجراء إعادة تقييم جذري» لهدف ومهمة حلف الناتو. وتعمد ترمب مرارًا الحط من قدر حلف الناتو خلال فترة رئاسته السابقة، واقترح انسحاب الولايات المتحدة من التحالف لمرات عدة. سبق أن أدلى ترمب بتعليقات شككت في ما إذا كان سيهب للدفاع عن حليف في الناتو أم لا، اعتمادًا على ما إذا كانوا «قد أوفوا بالتزاماتهم تجاهنا»، ووصف الاتحاد الأوروبي بـ«الغريم» بناءً على «ما يفعلونه بنا على الصعيد التجاري»، وأدلى بتصريحات حديثة ألقت الشك في قيمة التحالفات. وفي 9 يناير عام 2024، زعم تيري بريتون أن ترمب أخبر أورسولا فون دير لاين خلال المنتدى الاقتصادي العالمي المقام في دافوس في شهر يناير من عام 2020 أنه «في حال تعرض أوروبا لهجوم، لن نأتي لنجدتكم ولدعمكم»، وأن «الناتو هامد، وسنغادره، سنترك حلف الناتو»، مدعيًا أن ألمانيا مدينة لأمريكا بمبلغ 400 مليار دولار في نفقات الدفاع. في 10 يناير عام 2024، صرح ترمب، ردًا على سؤال حول التزامه تجاه حلف الناتو خلال لقاء مفتوح على قناة فوكس نيوز، بقوله: «لقد استغل حلف الناتو بلادنا»، ورهن التزامه بحلف الناتو على أساس «ما إذا كانوا يعاملوننا كما يجب». حاول ترمب سابقًا سحب القوات من ألمانيا خلال نهاية فترته الرئاسية بسبب امتعاضه من أنغيلا ميركل، وهي المستشارة آنذاك، ولكن تراجع الرئيس بايدن عن هذا الأمر. اقترح ترمب سحب القوات من كوريا الجنوبية في حال عدم دفعهم المزيد من المال لدعم القوات الأمريكية المتمركزة هناك.

### اختيار نائب الرئيس
خدم مايك بنس كنائب رئيس ترمب خلال الفترة من عام 2017 حتى عام 2021، إذ كان بنس مرشح نائب الرئيس الذي اختاره ترمب في انتخابات عام 2016 وانتخابات عام 2020. وفي شهر مارس من عام 2021، ذكر موقع بلومبرغ نيوز أنه «يرجح ألا يكون بنس موجودًا على التذكرة الانتخابية» في حال ترشح ترمب مجددًا في عام 2024، وأن ترمب ناقش «بدائلًا لبنس»، في حين ناقش مستشارو ترمب «اختيار زميل انتخابي أسودًا أو امرأةً للمنصب في الحملة القادمة». وفي أبريل عام 2021، لمح ترمب إلى أنه كان ينظر في فكرة إيلاء هذا المنصب إلى حاكم ولاية فلوريدا رون دي سانتس، مشيرًا إلى صداقتهما، غير أنه انتقد وسخر من دي سانتس في ما بعد، على إثر إطلاق الأخير لحملته الرئاسية الخاصة بتاريخ 24 مايو عام 2023.